# Педро Галесе
Педро Галесе (шп. Pedro Gallese; 23. фебруар 1990, Лима, Перу) перуански је фудбалер, игра на позицији голмана. 

## Каријера
Дебитовао је 2009. године за клуб Атлетико Минеиро. Године 2010. прелази у Универсидад Сан Мартин. Бранио је за екипу из Лиме наредне четири сезоне.
У 2015. години потписао је уговор са клубом Хуан Аурич, где је провео једну сезону. Већину времена проведеног у екипи био је први голман тима.
Од 2016. до 2018. године бранио је за мексички Веракруз.

## Репрезентација
Дебитовао је 2014. године на голу репрезентације Перуа. Учествовао је на Копа Америци 2015. године, а Перу је освојио треће место. 
Године 2018. био је део репрезентације која је наступала на Светском првенству у 2018. у Русији. Галесе је био на голу у сва три меча групне фазе.